# Frank Chirkinian
Frank Chirkinian (3 de junho de 1926 - 4 de março de 2011) foi um produtor e diretor de televisão norte-americano. Ele é mais conhecido por seu trabalho na cobertura do golfe na CBS, embora ele também dirigiu a cobertura dos Jogos Olímpicos de Inverno, o United States Open Tennis Championships, futebol americano profissional e colegial, automobilismo e a corrida da Tríplice Coroa. Morreu em sua casa na Flórida depois de sofrer de câncer de pulmão. Pouco antes de sua morte, Chirkinian foi eleito para o World Golf Hall of Fame.